# 蛇口港駅
蛇口港駅（じゃこうこう-えき、だこうこう-えき）は中華人民共和国深圳市南山区に位置する蛇口線の駅。

## 駅構造
- 島式ホーム1面2線を有する地下駅。ホームドア設置。

| 蛇口線ホーム (B2F) | ←■蛇口線 赤湾方面 |
| 蛇口線ホーム (B2F) | 島式ホーム        |
| 蛇口線ホーム (B2F) | ■蛇口線 新秀方面→ |

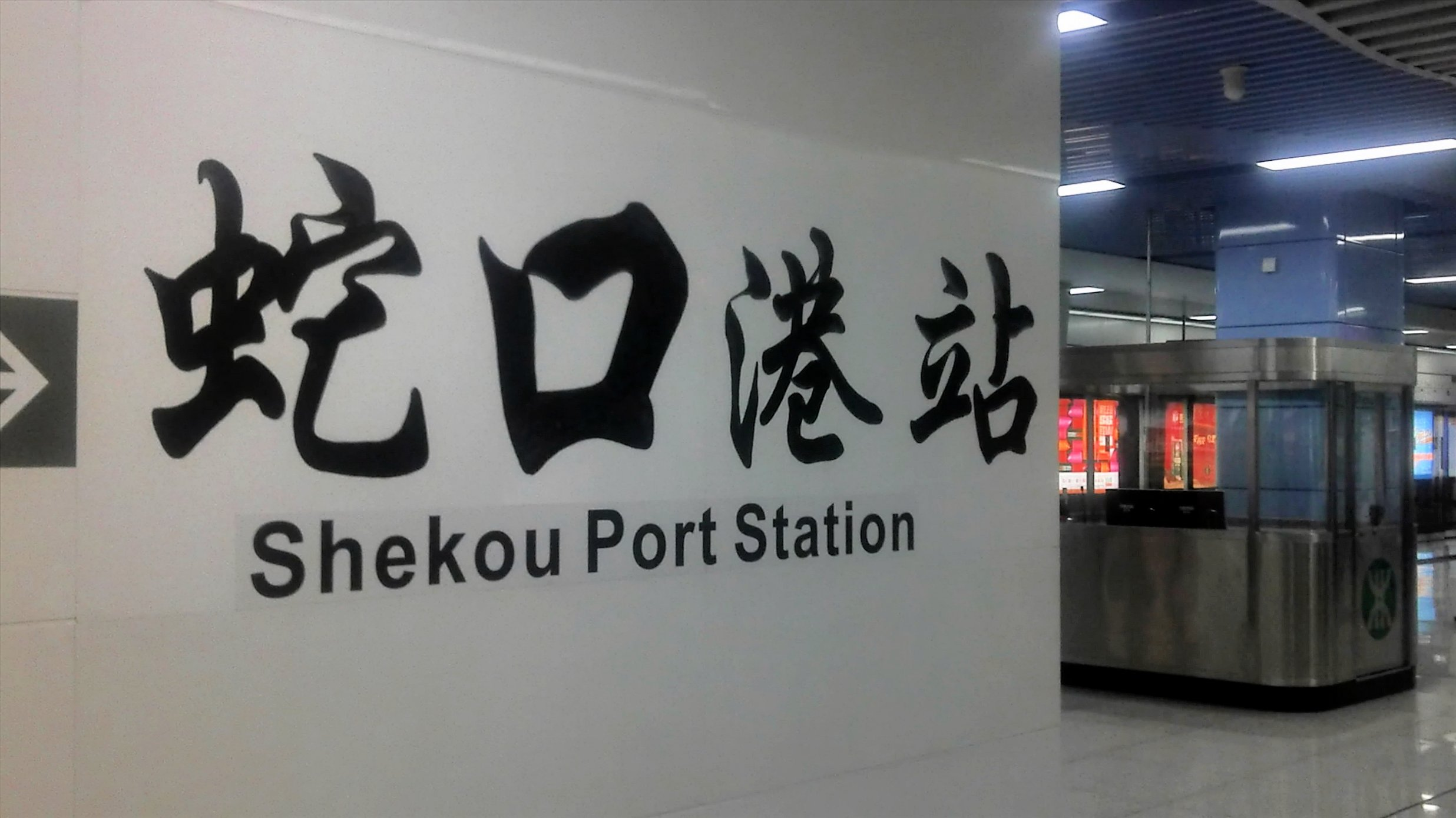
ホームの書道
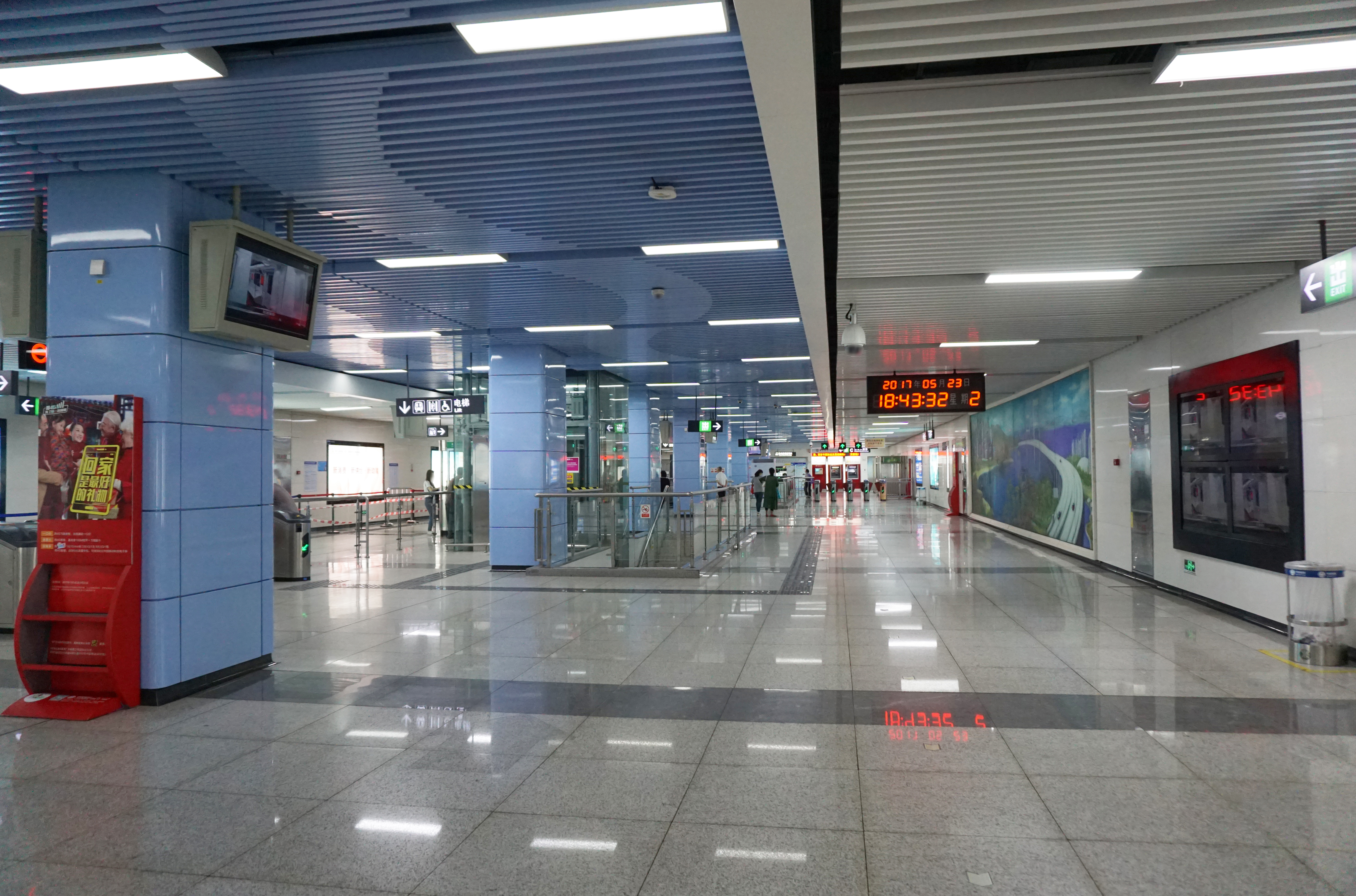
コンコース
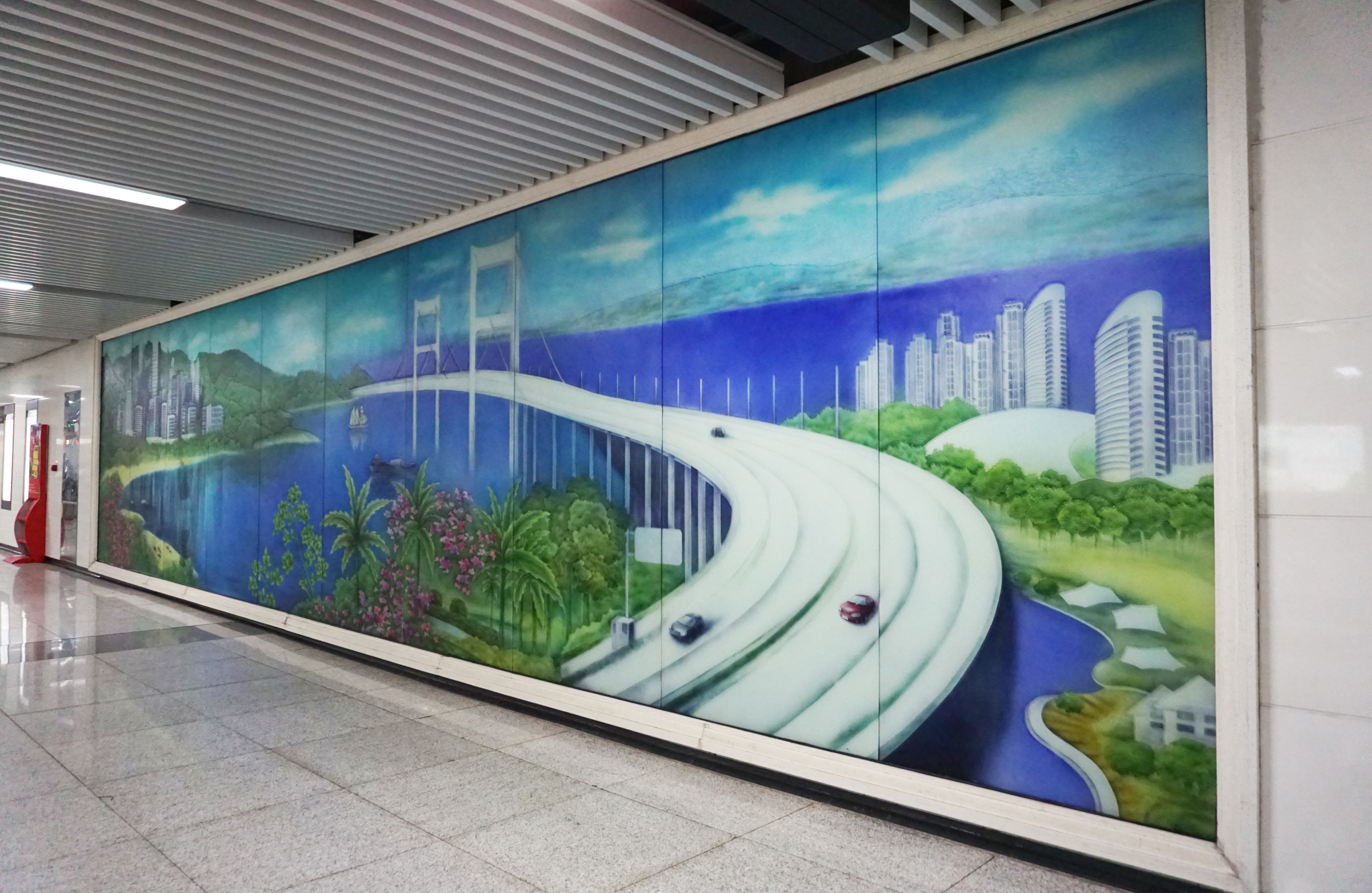
コンコースの壁画
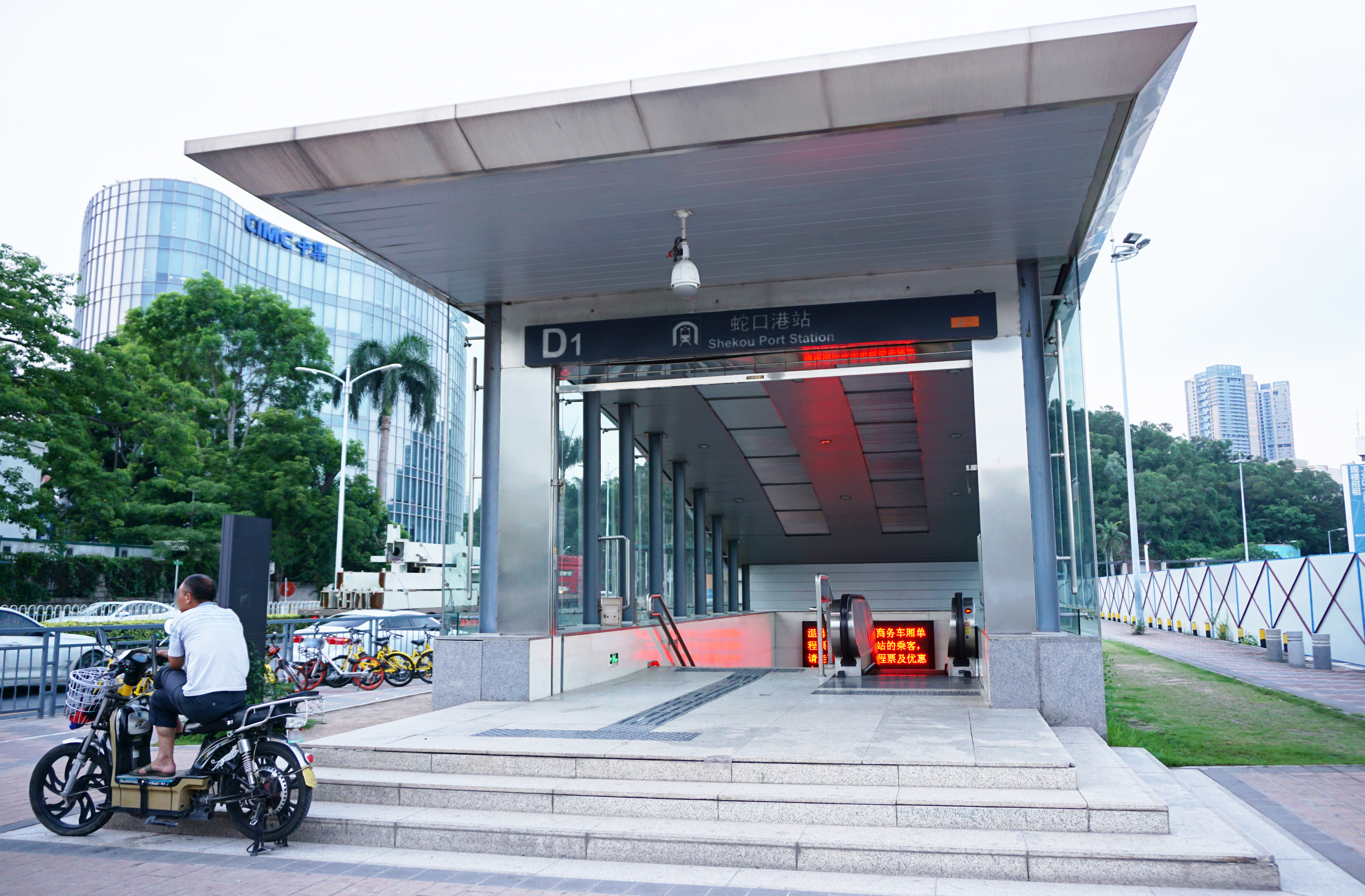
D1出口

## 駅周辺
すぐ近くに2016年10月30日まで使われていた蛇口フェリーターミナルがあった。港は2016年10月31日より蛇口クルーズセンターに移転しシャトルバス（8分）が運行されている。蛇口港～香港上環（60分）、香港国際空港（30分）、マカオ（60分）、珠海（70分）方面の航路がある。
中国大陸側における香港国際空港との間の短絡ルートの中継点でもある。

## 歴史
- 2010年12月28日 - 開業。

## 隣の駅
■蛇口線
赤湾駅 - 蛇口港駅 - 海上世界駅